# Mary Wortley Montagu
Mary Wortley Montagu, de soltera Mary Pierrepoint (Thoresby, Nottingham, 26 de maig de 1689 - 21 d'agost de 1762) va ser una aristòcrata, viatgera i escriptora britànica, autora d'una famosa correspondència. Escrigué un recull de poemes, Town Eglogues, publicats de primer sota el nom de Court Poems; el seu epistolari, imitació del de la marquesa de Sevigné, fou publicat el 1763, i Works el 1803. A més dels seus escrits. També és coneguda per haver introduït i defensat la inoculació de la verola a Gran Bretanya després del seu retorn de Turquia. Els seus escrits aborden i desafien les actituds socials contemporànies que obstaculitzen a les dones i el seu creixement intel·lectual i social.

## Primers anys
Batejada com a Lady Mary Pierrepont a l'església de Saint Paul, al barri londinenc de Covent Garden, era la filla major de Lady Mary Feilding i Evelyn Pierrepont, primer duc de Kingston-upon-Hull, que havia succeït al seu germà com a cinquè comte de Kingston-upon-Hull quan Mary tenia un any d'edat. Més tard, el seu pare va rebre els títols de marqués de Dorchester, que posteriorment es transformaria en ducat. Després de tenir a Mary, el matrimoni va tenir tres criatures més, dues nenes, Frances i Evelyn, i un nen, William. Amb la mort prematura de la mare, l'any 1692, les criatures van quedar a càrrec de la mare del duc a la casa de camp de West Dean, Salisbury, fins al 1699, any en què morí l'avia i van tornar a ser traslladades a Thoresby Hall, la mansió paterna a Nottingham.
El seu pare estava orgullós de la seva bellesa i enginy, i el 1697, a l'edat de vuit anys, la va portar al Kit-Kat Club, un lloc de reunió de pensadors i polítics liberals, on les dones tenien prohibida la entrada, per ser la musa del brindis anual del club. Tot i que el duc de Kingston no va parar molta atenció a l'educació dels seus fills, Gilbert Burnet, bisbe de Salisbury, va animar lady Mary a fer estudis autodidactes.
Va mantenir una estreta amistat amb Mary Astell, una lluitadora pels drets de la dona, i també va mantenir una animada correspondència amb Anne Wortley Montagu, neta d'Edward Montagu, primer comte de Sandwich. No obstant això, les cartes d'Anne solien ser còpies d'escrits del seu germà, Edward Wortley Montagu i, el 1709, després de la mort d'Anne, la correspondència entre Edward i lady Mary va continuar sense intermediaris. El pare de lady Mary, elevat a marquès de Dorchester, va rebutjar convertir Wortley Montagu en el seu gendre, en negar-se a vincular els seus béns a un possible hereu. Es van trencar les negociacions i quan, l'any 1712, lord Dorchester va insistir en un altre matrimoni per a la seva filla amb Clotworthy Skeffington, Edward i Mary van fugir per casar-se.

## Matrimoni i projecció social
Els primers anys de matrimoni de lady Mary van passar en una vida retirada al camp, més concretament a Middlethorpe, a prop de York mentre Edward passava llargues temporades a Londres. Ni tan sols el naixement del primer fill del matrimoni, Edward Wortley Montagu, el 16 de maig de 1713, va modificar els hàbits familiars. Fou en aquesta època quan va començar a escriure amb intensitat, sent la primera dona en fer una contribució, tot i que de manera anònima, a la revista The Spectator.
A finals de 1713 moria el seu germà petit William de verola però ni aquest fet va ajudar a que el seu pare acceptés veure-la, de fet, l'única persona de la familia amb qui sempre mantingué contacte fou amb Frances, qui, en casar-se amb un lord escocés, es convertí en lady Mar. L'agost de 1714, amb la pujada al tron anglès de Jordi I de Hannover, lady Mary es trasllada a Londres per donar suport a la carrera política del seu marit, qui pretenia guanyar un escó al Parlament anglès en representació de Westminster. Pel gener de 1715 s'instal·larà amb la família a Duke Street, a prop del palau de Saint James on comença a alternar amb la nova reialesa i freqüentar els ambients intel·lectuals; aviat el seu enginy i bellesa la van convertir en una destacada figura de la cort.

## Ambaixada otomana
L'any 1716, Wortley Montagu va ser nomenat ambaixador davant Bab-i Ali (Imperi Otomà) i representant de la Levant Company, empresa que controlava el comerç entre Anglaterra i l'orient. Lady Mary, tot i que el matrimoni patia desavinences, el va acompanyar en el seu viatge amb el seu fill petit, en el qual van tenir oportunitat de passar per Viena, on es van estar un parell de mesos, entre molts altres llocs. El 24 de març de 1717 van arribar a Adrianòpolis on s'hi havia traslladat a viure el sultà regnant, Ahmet III i on pensaven quedar-se a viure durant uns quants anys. A aquesta ciutat se'ls va assignar un palauet prop la riba de l'Hebrus, a l'àrea de les ambaixades. A Adrianòpolis va coincidir amb Madame Madeleine-Françoise de Gomtaut-Biron, dona de l'ambaixador francès i amb qui va passar moltes tardes recorrent la metròpoli i compartint confidències. L'estança, però, va ser breu, ja que un parell de mesos després de la seva arribada, el sultà va abandonar la ciutat per marxar al capdavant del seu exèrcit contra el príncep Eugeni i ells van decidir marxar a Constantinoble, on era l'ambaixada britànica, ja que una de les seves missions principals era la de convèncer el cap d'estat turc perquè negociés amb l'imperi austríac, i havia fracassat. Aquí van llogar un palau del segle xvii al barri de Pera, on vivia la diplomàcia europea. A poc a poc, les circumstàncies de la guerra van anar fent caure políticament en desgràcia Sir Wortley Montagu, vist com un problema, tant pels turcs, que consideraven que els pressionava per aconseguir un tractat de pau desfavorable per als interessos otomans, com pels austríacs que el veien com l'home que no els volia permetre la recristianització d'Europa. Al febrer de 1718, mentre creixia la desconfiança dels col·legues diplomàtics cap a l'ambaixador britànic, Lady Wortley va donar a llum una nena a qui li posen el nom de la mare.
El 5 de juliol de 1718 la família Wortley Montagu embarcaven al Preston, el vaixell de guerra de la marina britànica que els portaria de tornada a casa. Des de la mar Negra naveguen fins a Gènova, on continuen per terra, tot i que els seus fills continuen el viatge per mar per seguretat. Ells s'arriben a París on Lady Mary visita a la seva germana Lady Mar, arribant a Londres el 2 d'octubre de 1718 després de dos anys i dos mesos de la seva partida. La història d'aquesta estança a Turquia i les seves observacions de la vida a l'Orient es narren a les Cartes de l'ambaixada turca (Turkish Embassy Letters), una sèrie de cartes molt vitals i plenes de descripcions gràfiques. Se solen considerar com una inspiració de les escriptores femenines viatgeres, i també dins una bona part de la producció artística que s'engloba en l'anomenat orientalisme.
De l'Imperi Otomà lady Mary, que en la seva pròpia pell portava les cicatrius de la verola i havia vist morir el seu germà de la malaltia, va portar a Anglaterra la pràctica de la inoculació de la verola (coneguda també com a variolació) com a profilaxi contra la malaltia. Va fer inocular els seus propis fills amb el virus de la verola a la manera que es practicava a l'orient, i es va enfrontar als poderosos prejudicis que hi havia contra aquesta pràctica. Tot i demostrar-se l'eficàcia de la inoculació de la verola. l'església s'hi va oposar per considerar-ho una heretgia musulmana i al cap de poc temps va deixar de practicar-se. Posteriorment, modificant el material inoculat, el 1796, l'anglès Edward Jenner, realitzaria la primera vacuna.

## Enfrontament amb Pope
Abans de sortir cap a Orient, havia conegut Alexander Pope, i durant la seva absència, ell li va escriure una sèrie de cartes extravagants que van ser, essencialment, exercicis d'eròtica epistolar amb poc contingut real. La correspondència amb Pope va continuar després de la tornada de lady Mary, però el rebuig a les pretensions amoroses de Pope el va dur a publicar diversos atacs contra Montagu.
La col·lecció manuscrita d'aquestes cartes va ser divulgada entre un cercle prou considerable de lectors, i Pope va poder haver-se sentit ofès perquè circulés aquella sàtira de la qual era objecte. També s'ha atribuït el fet a gelosia de la seva amistat amb lord John Hervey, però lady Louisa Stuart indicava que Pope havia fet a lady Mary una declaració d'amor, que aquesta havia rebut amb un esclat de riure. En qualsevol cas, lady Mary sempre va reclamar la seva innocència de qualsevol classe d'ofensa pública. És al·ludida en Dunciad (Ximpleries), en un passatge en què Pope s'esforça en una de les seves notes insultants. Es pensa que A Pop upon Pope és obra de Mary Montagu, i Pope va pensar que també ella va ser un dels autors d'One Epistle to Mr A. Pope (Una epístola al Sr. A. Pope, 1730).
Pope la va atacar una vegada i una altra, però amb especial violència en un apariat de gruix llenguatge en la seva imitació de la Primera sàtira del segon llibre d'Horaci, en què apareix lady Mary en la figura de Safo. Aquesta va demanar a una tercera persona que es queixés davant seu, i va rebre l'òbvia resposta que Pope no podia haver previst que ella o qualsevol altra persona es considerarien al·ludides amb un insult semblant aplicat a si mateixa. Verses addressed to an Imitator of Horace by a Lady (Versos dirigits a un imitador d'Horaci per una dama, 1733), una rèplica difamatòria a aquests atacs, s'atribueix generalment al treball conjunt de lady Mary i el seu aliat declarat, lord Hervey.
Mary va mantenir una correspondència romàntica amb un francès anomenat Rémond, qui li va dirigir una sèrie de cartes molt galants. Ella va invertir una suma de diners en negocis, seguint el seu consell i el risc d'aquest, segons va quedar expressament disposat en South Sea Bubble. Però la «bombolla» financera va fer caure la inversió a la meitat del seu valor. Rémond va intentar recuperar la suma original com a deute, sota l'amenaça de mostrar la correspondència al seu marit. Lady Mary va semblar realment preocupada, no tant per la imputació de galanteria, sinó per la possibilitat que el seu marit descobrís l'abast de les seves pròpies especulacions monetàries. A això, sembla referir-se la segona meitat de la frase de Pope, Who Starved a sister, or forswears a debt (Epilogue to the Sàtires, 113; «Qui es priva d'una germana, o renúncia a un deute», Epíleg a les Sàtires), mentre que la primera acusació està desproveïda de fonament. De fet, ella va intentar rescatar la seva germana preferida, la comtessa de Mar, que estava mentalment trastornada, de la custòdia del seu cunyat, lord Grange, que tractava la seva pròpia dona amb una notòria crueltat i calúmnies.

## Separació
Instal·lats a la capital britànica Mary torna a escriure i a alternar els ambients intel·lectuals i Edward a reprendre la seva vida política per després dedicar-se a l'explotació de les mines de carbó familiars. Els seus interessos divergeixen cada cop més i el matrimoni cada cop és més inestable. L'any 1736 amb problemes de comportament del seu fill, la seva estimada germana Lady Mar declarada boja pels metges i Pope atacant-la públicament per despit, Mary Wortley s'enamorà del poeta venecià Francesco Algarotti.
El juliol de 1739, lady Mary va deixar el seu marit i es trasllada a viure a Venècia, i encara que van seguir escrivint-se afectuosament, mai més es van trobar. El 1740, va visitar Horace Walpole a Florència, que abrigava cap a ella un gran rancor, i exagerava les seves excentricitats en una confusa barreja (vegeu les seves Cartes, Letters, ed. Cunningham, i. 59). Lady Mary va anar canviant de lloc de residència: Avinyó, Brescia, Lovere (llac Iseo). Estava desfigurada per una dolorosa malaltia de la pell, i els seus sofriments eren tan aguts que temia la possibilitat de caure en la bogeria. Va patir una aguda crisi mentre visitava la comtessa Palazzo, i potser la seva condició mental va fer necessària la disminució del ritme de la seva vida social.
El seu marit va acumular diners durant els seus últims anys, i es deia que a la seva mort (el gener de 1762) havia reunit una suma milionària. La seva extrema gasiveria és satiritzada a les abans esmentades Imitations of Horace de Pope (segona sàtira del segon llibre), en el retrat d'Avidieu i la seva dona. La seva filla Mary, comtessa de Bute –el marit de qui era en aquells dies primer ministre–, li va pregar que tornés a Anglaterra. Lady Mary va arribar a Londres per morir el mateix any de la seva tornada, el 21 d'agost del 1762. El seu fill Edward Wortley Montagu va ser també un escriptor i viatger.

## Obra i llegat

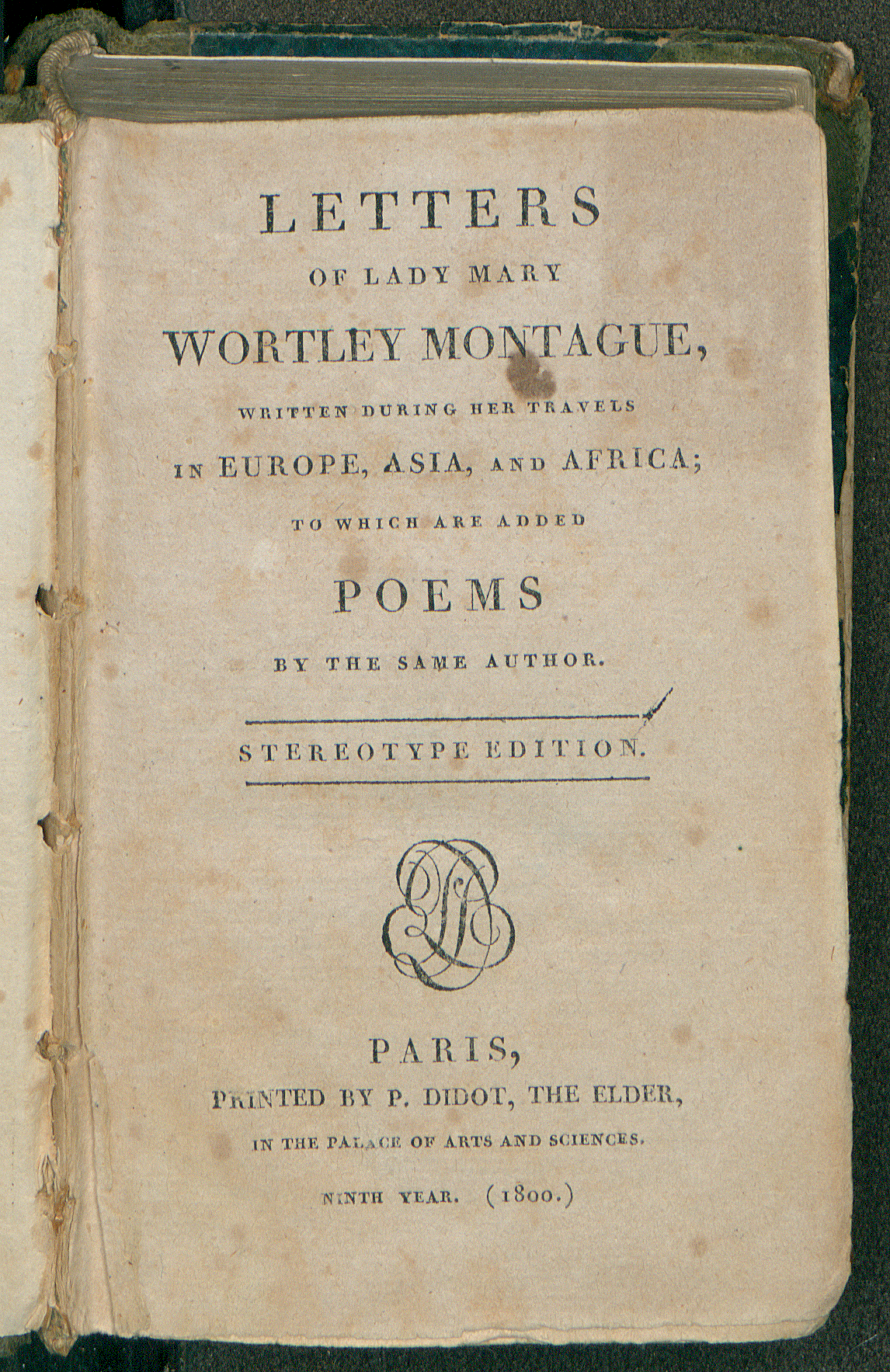
Letters of Lady Mary Wortley Montague, 1800

No es van publicar edicions acadèmiques de les seves obres fins a finals del segle xx. El 1901, les seves cartes van ser editades i publicades com a The Best Letters of Mary Wortley Montagu per Octave Thanet. Lady Mary va evitar-ne la publicació, en part per evitar atacs personals que haguessin seguit inevitablement, i la major part de la seva obra no ha sobreviscut. El seu estatus actual com a autora i icona feminista es deu en gran manera a la seva renovada associació literària amb el moviment feminista. No obstant això, la seva vida i obra desafien qualsevol categorització.
El 2003, Jennifer Lee Carrell va publicar The speckle Monster: A Historical Tale of Battling Smallpox, que explica la lluita de lady Mary per introduir la inoculació de la inoculació contra la verola a Londres, a partir dels seus diaris i correspondència personal.
És citada en la novel·la de Doctor Who Only Human per Gareth Roberts com a exemple de per què el matrimoni per amor està «sobrevalorat».

### Publicacions
- The complete letters of Lady Mary Wortley Montagu, 3 vol.s, editat per Robert Halsband, Oxford: Clarendon Press, 1965-67.
- Romance Writings, editat per Isobel Grundy, Oxford: Clarendon Press, 1996.
- Essays and Poems and Simplicity, a Comedy, editat per Isobel Grundy, Oxford: Clarendon Press, 1977, revisió el 1993.

En castellà s'ha publicat Cartas desde Estambul, 1a ed., ed. Casiopea, Col·lecció Ceiba. Barcelona, 1998. ISBN 84-923649-4-7.